# Маен (Долина Аосте)
Маен је насеље у Италији у округу Долина Аосте, региону Долина Аосте.
Према процени из 2011. у насељу је живело 176 становника. Насеље се налази на надморској висини од 1329 м.